# FFB Field
El FFB Field es un estadio de fútbol, ubicado en la ciudad de Belmopán, Belice. Es utilizado como sede de la selección nacional de fútbol de este país, así como del club Belmopan Blaze de la Liga Premier de Belice.
Para el mes de marzo de 2019 se finalizaron los trabajos de diseño y construcción de su cancha con césped sintético como un Proyecto Goal de FIFA. Las labores se iniciaron con movimientos de tierra, la construcción de drenajes y la base con medición milimétrica, el sistema de riego y la colocación del césped de última generación para concluir con la marcación de la cancha y aplicación de rellenos de caucho granulado y arena. Este proyecto tiene una medida total de 8214 m².